# Chalopenitski rajon
Chalopenitski rajon (belarusiska: Халопеніцкі раён)  var en rajon i Belarusiska SSR, Sovjetunionen mellan 1924 och 1931 samt mellan 1935 och 1960. Den hade Chalopenitjy som centralort. Den ersattes av flera rajoner.